# يوم في العالي (فلم)
يوم في العالي هو فيلم مصري تم إنتاجه عام 1946، تأليف حسين فوزي وبديع خيري، وإخراج حسين فوزي و بطولة حورية محمد ومحمد الكحلاوي.

## طاقم التمثيل
- حورية محمد (نوسة)
- محمد الكحلاوي (الأسطى طأطأ)
- علي الكسار (عثمان أفندي)
- ماري منيب (أم طأطأ)
- عبد الفتاح القصري
- محمود شكوكو (دقـــدق)
- حسن فايق (رضوان أفندي)
- فتحية محمود (وداد)